# Barbara Bär
Barbara Bär (* 23. März 1957) ist eine Politikerin (FDP) des Schweizer Kantons Uri. Sie ist heimatberechtigt in Schattdorf und wohnhaft in Altdorf UR.
Von 1992 bis 2010 war Barbara Bär als Jugendrichterin tätig. Zudem war sie Sozialvorsteherin in Altdorf von 1995 bis 2002. Bär hatte das Amt der Gemeindevizepräsidentin von Altdorf von 2003 bis 2006 inne. Anschliessend war sie von 2007 bis 2010 Gemeindepräsidentin Altdorfs. Seit 2012 ist sie Urner Regierungsrätin und steht der Gesundheits-, Sozial- und Umweltdirektion vor.